# Parco nazionale di Chiquibul
Il parco nazionale di Chiquibul è il più grande parco naturale del Belize, con 1.073 km2 di estensione. Si trova nel distretto di Cayo e circonda la città maya di Caracol, riserva archeologica che non fa parte del parco. Adiacente al parco vi è la riserva forestale di Chiquibul.

## Creazione del parco
Originariamente il parco nazionale di Chiquibul faceva parte della riserva forestale omonima, creata nel 1956. Nel 1991, in seguito a pressioni da parte dei gruppi ambientalisti, i tre quarti dell'area forestale che non erano soggetti a concessione del legname furono dichiarati parco nazionale con il Belize's National Parks System Act. I confini del parco vennero ridefiniti nel 1995 e Caracol fu così circondata dal parco.

## Geografia e geologia
Il parco si trova a ovest dei Monti Maya e la sua parte occidentale costeggia il confine del Belize con il Guatemala. Il paesaggio del parco comprende i versanti orientali dei Monti Maya e il Vaca Plateau, a sud, e anche il Doyle's Delight, la cima più alta del Belize. Il parco è situato sopra uno strato di calcare, la più vasta area carsica protetta in Belize. Fanno parte del parco anche alcuni segmenti del sistema di grotte di Chiquibul, il più lungo sistema di grotte conosciuto dell'America Centrale. Il sistema di grotte è costituito da varie grotte collegate da corsi d'acqua. Tra questi il fiume Chiquibul, che attraversa il Belize, scende sottoterra e continua il suo corso in superficie, in Guatemala. Nel sistema di grotte si trovano le sale e i passaggi sotterranei più vasti finora scoperti nell'emisfero occidentale.

## Flora e fauna
La foresta è rimasta per la maggior parte pressoché intatta da quando i Maya la abbandonarono secoli fa. Il parco è assai ricco in biodiversità. Tra le specie di animali che vi si trovano, vi sono il motmot carenato, il cercoletto, lo yaguarondi, l'avvoltoio re, il margay, il gattopardo, il tacchino ocellato, l'atele dello Yucatan e il tapiro di Baird. Il parco ospita la più grande popolazione di ara scarlatta. Nel parco sono state scoperte nuove specie di insetti e crostacei, ma non è stata ancora studiata tutta la sua biodiversità. Nel 1993 un botanico del Missouri Botanical Garden ha raccolto più di 130 specie di piante mai individuate prima di allora in Belize e tre di queste specie non erano mai state segnalate in tutta l'America centrale.